# Chiharu Shiota
Chiharu Shiota (giapponese Shiota Chiharu 塩田 千春) (Osaka, 1972) è un'artista giapponese.

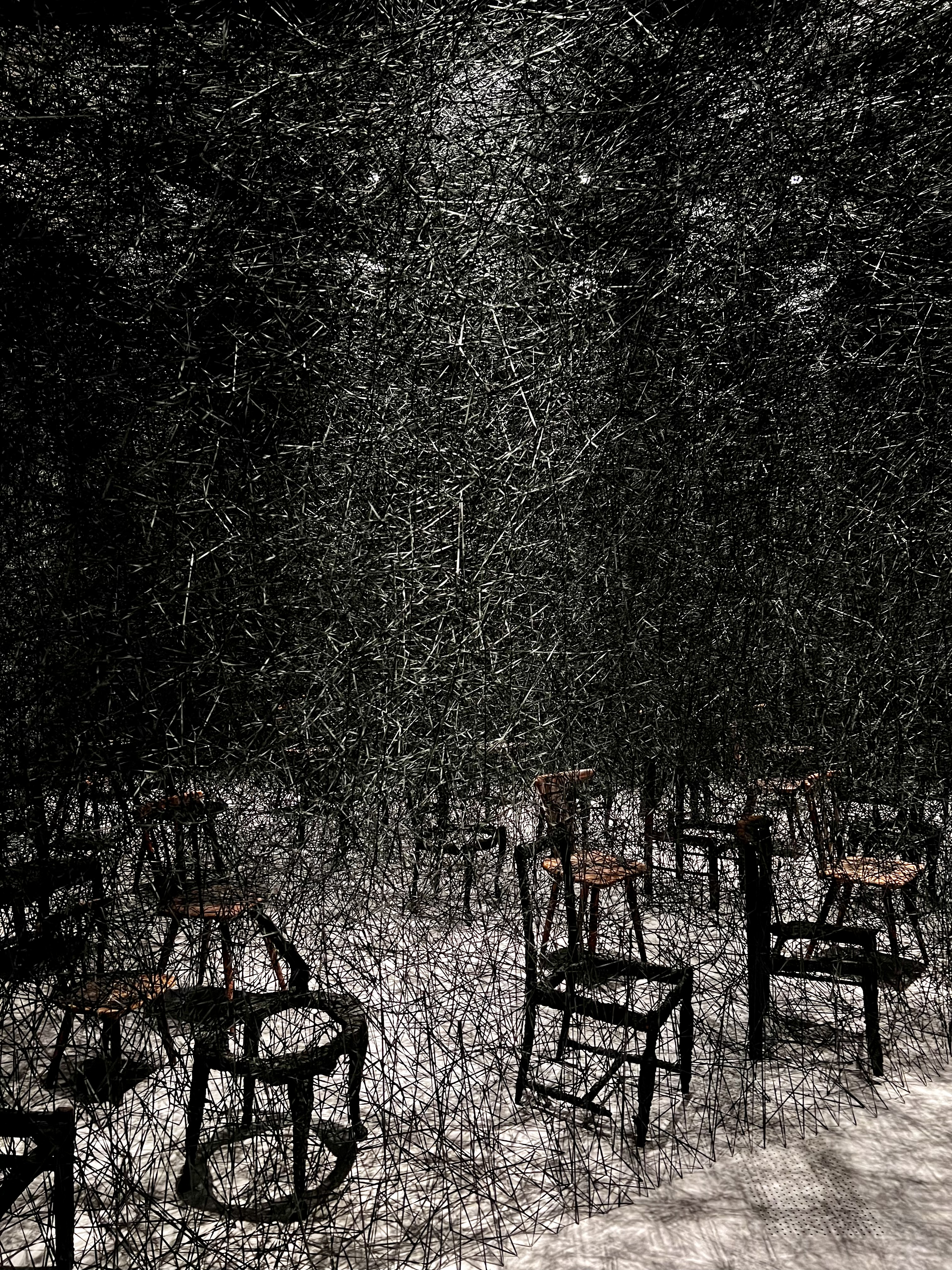
The Soul Trembles di Chiharu Shiota

Dal 1996 vive e lavora a Berlino. Ha studiato alla Seika University di Kyoto e in diverse scuole e università tedesche. Nel 2015, con il progetto "The Key in The Hand", ha rappresentato il Giappone alla 56ª edizione della Biennale di Venezia.